# الضربة (ذي السفال)

تعديل مصدري - تعديل

الضربة هي إحدى قرى عزلة حبير بمديرية ذي السفال التابعة لمحافظة إب، بلغ تعداد سكانها 134 نسمة حسب تعداد اليمن لعام 2004.